# Emphreus
Emphreus – rodzaj chrząszczy z rodziny kózkowatych i podrodziny Zgrzypikowych. 

## Zasięg występowania
Przedstawiciele tego rodzaju występują w Afryce Subsaharyjskiej od Demokratycznej Republiki Konga i Etiopii na płn. po RPA na płd.

## Systematyka
Do Emphreus należy 9 gatunków:
- Emphreus adlbaueri
- Emphreus ferruginosoides
- Emphreus ferruginosus
- Emphreus fuscovariegatus
- Emphreus fuscovittata
- Emphreus lineatipennis
- Emphreus pachystoloides
- Emphreus tuberculosus
- Emphreus wittei